# Pieńki (Olecko)
Pieńki (deutsch Stobbenorth, 1938 bis 1945 Stobbenort) ist ein kleiner Ort in der polnischen Woiwodschaft Ermland-Masuren, der zur Stadt-und-Land-Gemeinde Olecko (Marggrabowa, umgangssprachlich auch Oletzko, 1928 bis 1945 Treuburg) im Powiat Olecki (Kreis Oletzko, 1933 bis 1945 Kreis Treuburg) gehört.

## Geographische Lage
Pieńki liegt im Osten der Woiwodschaft Ermland-Masuren, vier Kilometer nordöstlich der Kreisstadt Olecko.

## Geschichte
Der kleine – im Jahr 1910 nur 63 Einwohner zählende – Gutsort Stobbenorth wurde 1874 in den neu errichteten Amtsbezirk Seedranken (polnisch Sedranki) eingegliedert. Er bestand bis 1945 und gehörte zum Kreis Oletzko (1933 bis 1945 Kreis Treuburg) im Regierungsbezirk Gumbinnen der preußischen Provinz Ostpreußen.
Aufgrund der Bestimmungen des Versailler Vertrags stimmte die Bevölkerung im Abstimmungsgebiet Allenstein, zu dem Stobbenorth gehörte, am 11. Juli 1920 über die weitere staatliche Zugehörigkeit zu Ostpreußen (und damit zu Deutschland) oder den Anschluss an Polen ab. In Stobbenorth stimmten 41 Einwohner für den Verbleib bei Ostpreußen, auf Polen entfiel keine Stimme.
Am 30. September 1928 verlor das zum Standesamt Marggrabowa-Land gehörende Gutsdorf seine Eigenständigkeit und wurde nach Babken (Ksp. Marggrabowa) (1938 bis 1945 Legenquell, polnisch Babki Oleckie) eingemeindet.
1945 kam der Ort in Kriegsfolge mit dem gesamten südlichen Ostpreußen zu Polen und erhielt die polnische Namensform „Pieńki“. Heute ist er in das Schulzenamt (polnisch sołectwo) Dąbrowskie (Dombrowsken, 1938 bis 1945 Königsruh (Ostpr.)) einbezogen und somit Teil der Stadt-und-Land-Gemeinde Olecko (Marggrabowa, 1928 bis 1945 Treuburg) im Powiat Olecki (Kreis Oletzko, 1933 bis 1945 Kreis Treuburg), bis 1998 der Woiwodschaft Suwałki, seither der Woiwodschaft Ermland-Masuren zugeordnet.

## Religionen
Bis 1945 war Stobbenort in die evangelische Kirche Marggrabowa innerhalb der Kirchenprovinz Ostpreußen der Kirche der Altpreußischen Union und in die katholische Pfarrkirche der Kreisstadt, damals im Bistum Ermland gelegen, eingepfarrt. 
Auch heute noch sind die katholischen Kirchenglieder in Pieńki der Kreisstadt zugeordnet, heute allerdings zum Bistum Ełk (deutsch Lyck) der Römisch-katholischen Kirche in Polen zugehörig. Die evangelischen Einwohner besuchen die Kirchen in Ełk oder Gołdap, beide in die Diözese Masuren der Evangelisch-Augsburgischen Kirche in Polen einbezogen.

## Verkehr
Pieńki liegt an einer Nebenstraße, die Babki Oleckie (Babken, Ksp. Marggrabowa, 1938 bis 1945 Legenquell) mit der Woiwodschaftsstraße DW 653 (1939 bis 1944 im Abschnitt der deutschen Reichsstraße 127) verbindet.
Zwischen 1911 und 1945 war Stobbenort(h) Bahnstation an der Bahnstrecke Marggrabowa (Oletzko)/Treuburg–Garbassen (polnisch Olecko–Garbas Drugi), betrieben von den Oletzkoer (Treuburger) Kleinbahnen und in Kriegsfolge eingestellt. Heute ist die Kreisstadt Olecko die nächste Bahnstation, allerdings nur noch im Güterverkehr auf der Bahnstrecke Ełk–Olecko.